# Acanthurus monroviae
Il pesce chirurgo o pesce chirurgo di Monrovia (Acanthurus monroviae Steindachner, 1876) è un pesce perciforme tropicale, appartenente alla famiglia Acanthuridae, che vive nelle acque dell'Oceano Atlantico orientale.

## Distribuzione e habitat
Vive vicino alle coste africane ed all'arcipelago di Capo Verde. In questi territori è piuttosto comune in grandi banchi che pascolano nei pressi delle coste, fino a 25-30 metri di profondità. È stato localizzato anche nel Mar Mediterraneo, ma non ne è originario.

## Biologia

### Comportamento
Solitamente solitario, più raramente nuota in piccoli gruppi misti con Acanthurus chirurgus.

### Alimentazione
Si nutre di piccoli invertebrati acquatici e fitoplancton.

## Descrizione
È un pesce di forma ellittica, compresso lateralmente, con ampia pinna caudale falciforme. La colorazione di base va dal grigio acciaio al brunastro, con fini strie longitudinali più chiare. Spicca, a livello del peduncolo caudale, intorno allo stiletto retrattile caratteristico degli acanturidi, una vistosa macchia gialla. La lunghezza massima registrata è 48 cm, ma di solito non supera i 35.

## Conservazione
Viene pescato e commercializzato intero o in filetti a scopo culinario e soggetti giovani si trovano a volte nei negozi di acquariofilia, ma non è particolarmente minacciato e quindi viene classificato come "a rischio minimo" (LC) dalla lista rossa IUCN.